# 내포초등학교
내포초등학교는 대한민국 충청남도 홍성군 홍북읍 신경리에 있는 공립 초등학교이다.

## 학교 연혁
- 2013. 03. 04 개교(8학급)
- 2013. 04 스마트교육 모델학교 지정
- 2014. 02. 14 제1회 졸업식(34명 졸업)
- 2014. 03. 01 22학급 편성(특수학급 1학급 포함)
- 2014. 09. 01 23학급 편성(특수학급 1학급 포함)
- 2015. 02 제2회 졸업장수여식(68명 졸업)
- 2015. 03. 01 ~ 2017. 02. 28 디지털교과서 활용 연구학교

## 참고 자료
- 내포초등학교 - 한국교육학술정보원 학교알리미